# Mein Leopold (1931)
Mein Leopold ist eine deutsche Volksstückverfilmung aus dem Jahre 1931 von Hans Steinhoff mit Max Adalbert in der Haupt- und Harald Paulsen in der Titelrolle.

## Handlung
Schuhmachermeister Gottlieb Weigelt hat es weit gebracht. Er besitzt einen eigenen, großen Laden und hat einen Werkführer sowie zwölf Gesellen angestellt. Sein Ein und Alles ist sein Sohn Leopold, ein Nichtsnutz, der sich mehr schlecht als recht als Gerichtsreferendar versucht, aber vor allem durch Abwesenheit und Faulheit glänzt. Dafür ist er im Ausgeben des väterlichen Geldes ganz groß. Seine finanzielle Situation wird zunehmend prekär, als er die Tänzerin Rosita kennenlernt, die sich als sehr kostspieliges Vergnügen erweist. Bald sieht Leopold sich dazu bemüßigt, die Unterschrift seines Vaters zu fälschen, um die Wechsel seines Geldverleihers auszulösen. Der alte Weigelt erkennt nicht, wie tief sein heißgeliebter Sohn in eine gefährliche Situation abrutscht. Er verfasst sogar einen zornigen Brief an einen Richter, weil dieser in Weigelts Augen nicht den wahren Wert von Leopold zu erkennen vermag. Weigelts Werkführer Starke versucht ebenso vergeblich dem Alten die Augen zu öffnen wie auch Klara Weigelt, die von ihrem Vater stets weniger Aufmerksamkeit und Liebe erhielt als Leopold. Sie schließt sich den Bemühungen Starkes, den sie liebt, an. Wütend wirft Weigelt Starke aus seinem Betrieb und sagt sich von Klara los.
Leopold Weigelts Extravaganzen haben bald all das Vermögen des Vaters aufgezehrt. Schließlich kommt auch die väterliche Firma unter den Hammer. Kaum ist beim Alten nichts mehr zu holen, macht sich Leopold aus dem Staub. Erstmals empfindet der Vater, der nun alles verloren hat, das Verhalten des Sohnes als regelrechten Tiefschlag. Er muss sein Leben neu ordnen und beginnt wieder ganz von unten: als kleiner Flickschuster in einem fremden Betrieb. Der gewissenlose Sohn ist ebenfalls ganz unten angelangt; in Hamburg schließt er sich einem Landstreicher an und geht mit ihm auf die Walz. Er und sein Kumpan finden aber durch eine glückliche Fügung einen Arbeitsplatz in einer Maschinenfabrik. Nun findet ein Wandel in Leopolds Wesen statt: er wird fleißig und zuverlässig, arbeitet hart und schafft eines Tages sogar den Aufstieg bis zum Teilhaber der Firma. Im Laufe der Jahre haben sich Weigelt und seine Tochter, die inzwischen Starke geheiratet hat, wieder versöhnt. Leopold, der durch seine lange Abwesenheit nichts vom Niedergang seines Vaters weiß, hat sich zuletzt vergeblich bemüht, dessen Aufenthaltsort zu ermitteln. Auch bei Vater Weigelt und Tochter Klara gilt Leopold als verschollen. Erst ihr Ehemann Starke kommt Leopolds Verbleib auf die Spur und kann eine Versöhnung zwischen Vater und Sohn arrangieren.

## Produktionsnotizen
Es handelt sich um eine Produktion der Majestic-Film GmbH in Zusammenarbeit mit der Orplid-Film GmbH. Mein Leopold wurde vom 17. Oktober bis zum 3. November 1931 in zwei Berliner Ateliers gedreht und am 18. Dezember 1931 im Berliner Atrium-Kino uraufgeführt. 
Franz Schroedter entwarf die Filmbauten, Georg M. Jacoby war Produktionsleiter, Bruno Lopinski hatte die Aufnahmeleitung und war auch Produktionsassistent. Fritz von Friedl und Friedel Sucrow assistierten Chefkameramann Willy Goldberger. Die Texte zu Leo Aschers Musik schrieb Johannes Brandt. Für den Ton sorgte Franz Schröder. Im Film erklingen die Lieder: Heut’ geh’ ich aufs Ganze und Ich weiß nicht, wie ich’s Dir sagen soll. 
Mein Leopold sollte sich über die Jahrzehnte als überaus populärer Filmstoff erweisen. Weitere Fassungen entstanden in den Jahren 1913, 1919, 1924 (Stummfilme) und 1955 unter der Regie von Géza von Bolváry unter dem Titel Ein Herz bleibt allein.  1987 entstand eine Fassung für das DDR-Fernsehen.
Für den stummfilmerprobten Schriftsteller Hans Brennert war dies die letzte Drehbuchtätigkeit für einen abendfüllenden Spielfilm und zugleich sein einziger Tonfilm.

## Kritik und Rezeption
In der Österreichischen Film-Zeitung hieß es in der Ausgabe vom 26. Dezember 1931 kurz und knapp: „Max Adalbert gibt als Schuster Weigelt eine vorzügliche Charakterdarstellung, für die Rolle des eleganten, leichtsinnigen Leopold ist Harald Paulsen ausgezeichnet geeignet.“
„Das Orplid-Messtro Management machte nie ein Hehl daraus, dass es Experimente vermeiden und gezielt Kassenschlager produzieren wollte. Den sichersten Weg zum Erfolg sahen die Herren in der Verfilmung erfolgreicher, dem Publikum bereits bekannter Theaterstücke unter Einsatz berühmter Schauspieler. Im Sommer 1931 setzten sie deshalb auf das Volksstück Mein Leopold, das Adolph L'Arronge, der Gründer des Deutschen Theaters in Berlin, verfasst hatte und das seit seiner Premiere im Dezember 1873 zu den Dauerbrennern volkstümlich-sentimentaler Theaterunterhaltung gehörte. Bis 1931 war Mein Leopold bereits dreimal erfolgreich verfilmt worden. Steinhoffs Film geriet jedoch trotz einer als gesellschaftliches Großereignis aufgezogenen Premiere und trotz überwiegend positiver Kritiken zum finanziellen Misserfolg. Die Firmenleitung erklärt ihren Verlust mit der katastrophalen wirtschaftlichen Lage in Deutschland.“
Karlheinz Wendtland war der Ansicht, dass für die „Rolle des kleinbürgerlichen Schuhmachermeisters“ kaum ein anderer „so prädestiniert sei wie Max Adalbert“.
Auch Paul Ickes lobte Adalberts Leistung in der Filmwoche: „Über Adalbert mit Perücke ist kein Wort zu verlieren; nach all den Allotria, die er in wohl zehn Filmen treiben mußte, kommt hier der Charakterdarsteller zu seinem Recht; die beste Rolle, die er bisher im Film hatte. Und wieder – eine Rolle, die vom Theater herkommt.“ Weiter führte Ickes aus: „Dieser Trieb von unten nach oben, dieses Besserwollen für eine kommende Generation – das ist eben der Grundgedanke eines jeden Aufstiegs überhaupt, ob man die Idee an einem vergangenen Zeitalter exemplifiziert – oder an der Gegenwart, die andere Konflikte um dasselbe Thema kennt. Auch hierin liegt ein Stückchen ewiger Menschen- und Männersehnsucht. Und wenn der Schuster Weigelt dabei hart an die Grenze der Rührseligkeit geführt wird, so ist das nicht einmal gar so ‘zeitfern’: denn auch heute heulen die Menschen noch bei jeder passenden und unpassenden Gelegenheit. Das liegt nun einmal in uns. Und es ist nicht einmal das übelste Ventil, das wir haben. (Das sei denen gesagt, die den Handwerksmeister für unmodern und den ganzen Konflikt für unwesentlich und ‘bürgerlich’ halten).“ Ickes fuhr in seiner Betrachtung fort: „Der Film erhält seine Note durch die Art der Darsteller, die kein Theater spielen. Selbst Fröhlich hat eine straffe Manier, die man ihm für alle Zukunft wünschen möchte.“ Zur Rolle von Harald Paulsen merkte der Kritiker an: „Kalt und dadurch im Gegensatz zum Vater stark erscheint Harald Paulsen als Titelsohn Leopold. Die übrigen Darsteller fügen sich gut ein ... das Publikum war über alle erfreut und klatschte begeistert.“